# Ogene

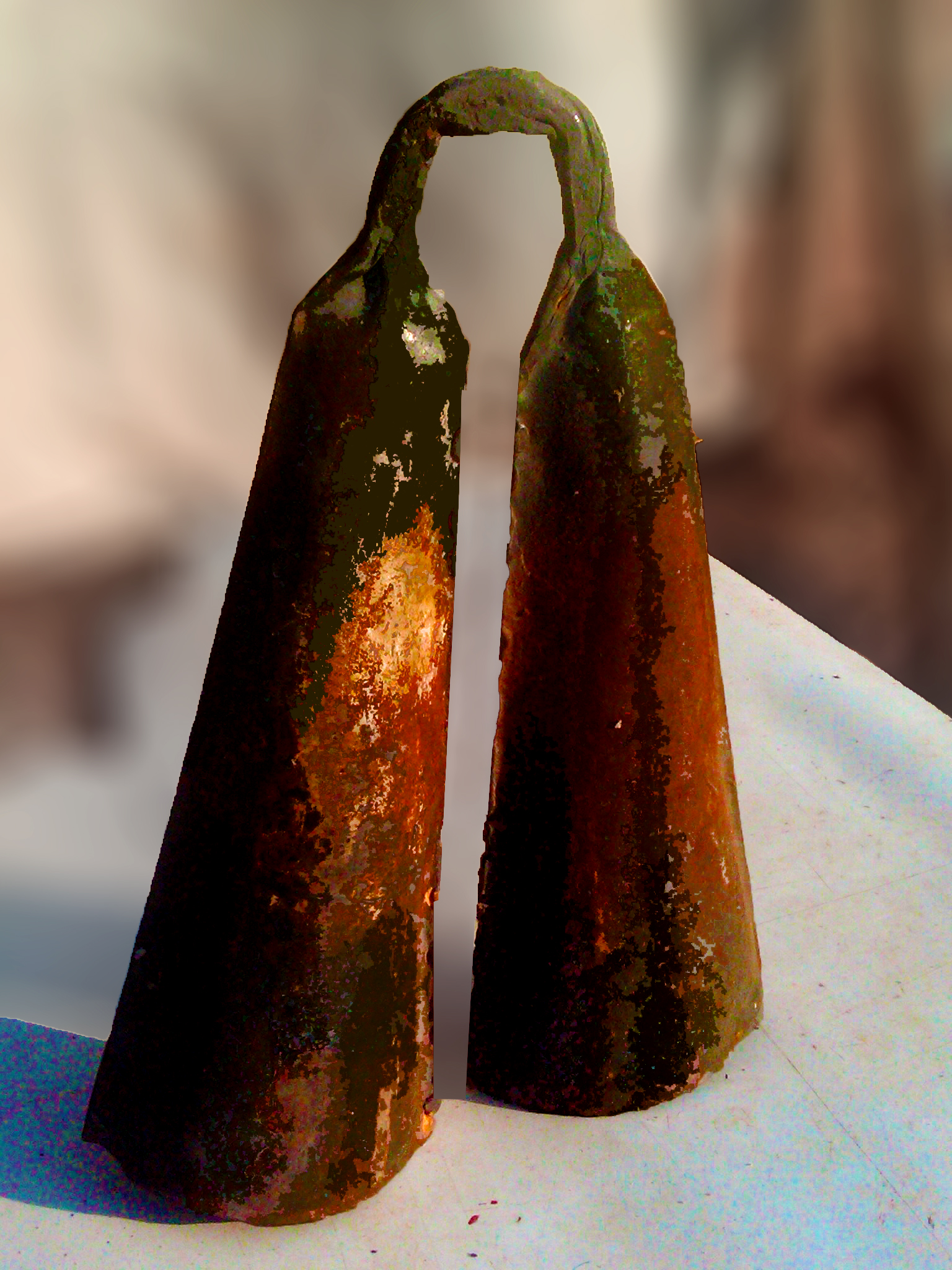
Ogene ndi Igbo

Ogene es un estilo de música igbo que toma su nombre del instrumento de percusión ogene, el cual es una gran campana de metal. Históricamente, el instrumento ogene ha sido fabricado por el pueblo igbo de Nigeria. Es uno de los instrumentos metálicos más importantes de este pueblo.
El tipo de campana Ogene que se usa comúnmente como un "instrumento maestro" en una orquesta de campanas de Igboland. Es un instrumento de la clase de los idiófonos golpeados y está fabricado en hierro por herreros especialistas. La campana tiene una forma cónica plana y es hueca por dentro. El sonido en sí proviene de la vibración del cuerpo de hierro cuando se golpea, que hace resonar por el interior hueco de la campana. El cuerpo de hierro generalmente se golpea con un palo de madera blanda.